# Голубая коалиция
Голубая коалиция (Синяя коалиция, болг. Синята коалиция) — политическая коалиция, созданная в начале 2009 года двумя основными правыми политическими партиями Болгарии:
- Союз демократических сил — лидер Мартин Димитров; сопредседатель коалиции.
- Демократы за сильную Болгарию — лидер Иван Костов; сопредседатель коалиции.

Позже к голубой коалиции присоединились еще 3 небольшие политические партии:
- Болгарская социал-демократическая партия;
- Политическая партия «Объединенные земледельцы» и
- Радикально-демократическая партия Болгарии.

## Политическая платформа
Голубая коалиция твёрдо и последовательно выступает за прозападную и пронатовскую ориентацию Болгарии. Идейно включает два крыла:
- Демократы за сильную Болгарию — радикальное крыло. Они выступают за безапелляционное и бесповоротное присоединение Болгарии к Западу и НАТО. Они считают, что «болгары — не славяне»[1] и что «современная Россия несовместима с правами и свободами личности, а это значит — и с самыми значимыми основами современной человеческой цивилизации».[2]
- Союз демократических сил — умеренное крыло. Они тоже продвигают прозападную и пронатовскую ориентацию Болгарии, но более «плавно» и «умеренно», без резких выступлений против России и славян.

## Участие в выборах
На выборах в Европарламент 2009 года «Голубая коалиция» получила 204 817 голосов — 7,95 % от общего числа голосов болгарских избирателей и получила 1 из 16 депутатских мест, полагающихся Болгарии в Парламенте Европы.
На выборах в болгарский парламент в 2009-м, «Голубая коалиция» получила 285 418 голосов — 6,76 % от общего числа — и заняла 15 из 240 мест в болгарском парламенте.